# 山苏语
山苏语是云南省玉溪市峨山彝族自治县、新平彝族傣族自治县、元江哈尼族彝族傣族自治县称为山苏支系的彝族所说的一种彝族方言，属于中部彝语方言的倮倮泼语的一个土语。